# Centrul de Analiză a Politicii Europene
Centrul de Analiză a Politicii Europene (în engleză Center for European Policy Analysis, acronim CEPA) este un institut non-profit,  independent și non-partinic de cercetare a politicilor publice din Washington, D.C., dedicat studiului Europei Centrale și de Est. Fondat în 2005, CEPA este forum de cercetare științifică adresată aspectelor cheie care afectează țările și economiile din regiunea Europei Centrale și de Est, apartenenței lor în Uniunea Europeană (UE) și relației acestora cu Statele Unite ale Americii.